# Anagarypus oceanusindicus
Anagarypus oceanusindicus är en spindeldjursart som beskrevs av Chamberlin 1930. Anagarypus oceanusindicus ingår i släktet Anagarypus och familjen gammelekklokrypare. Inga underarter finns listade i Catalogue of Life.